# Hans Ackefors
Hans Ackefors, född 31 juli 1932, död 27 december 2017, var en svensk zoolog. 
Ackefors blev 1966 laborator vid havsfiskelaboratoriet i Lysekil och var från 1976 professor i ekologisk zoologi vid Stockholms universitet. Ackefors har bland annat författat arbeten om plankton- och fiskeriekologi, miljöfrågor och vattenbruk. Han var huvudansvarig för utredningen "Vattenbruk i Sverige", var svensk expert inom Internationella havsforskningsrådet samt har tjänstgjort vid FAO och har varit president i European Aquaculture Society.